# Пензенский зоопарк
Пензенский зоопарк (Муниципальное автономное учреждение «Пензенский зоопарк») занимает площадь 9,8 га, общая площадь для экспозиций — 14086 м². В нём содержится свыше 3200 особей 201 вида. 148 видов  подпадает под действие Конвенции СИТЕС и занесены в Красные книги различных уровней (МСОП, РФ, ПО).

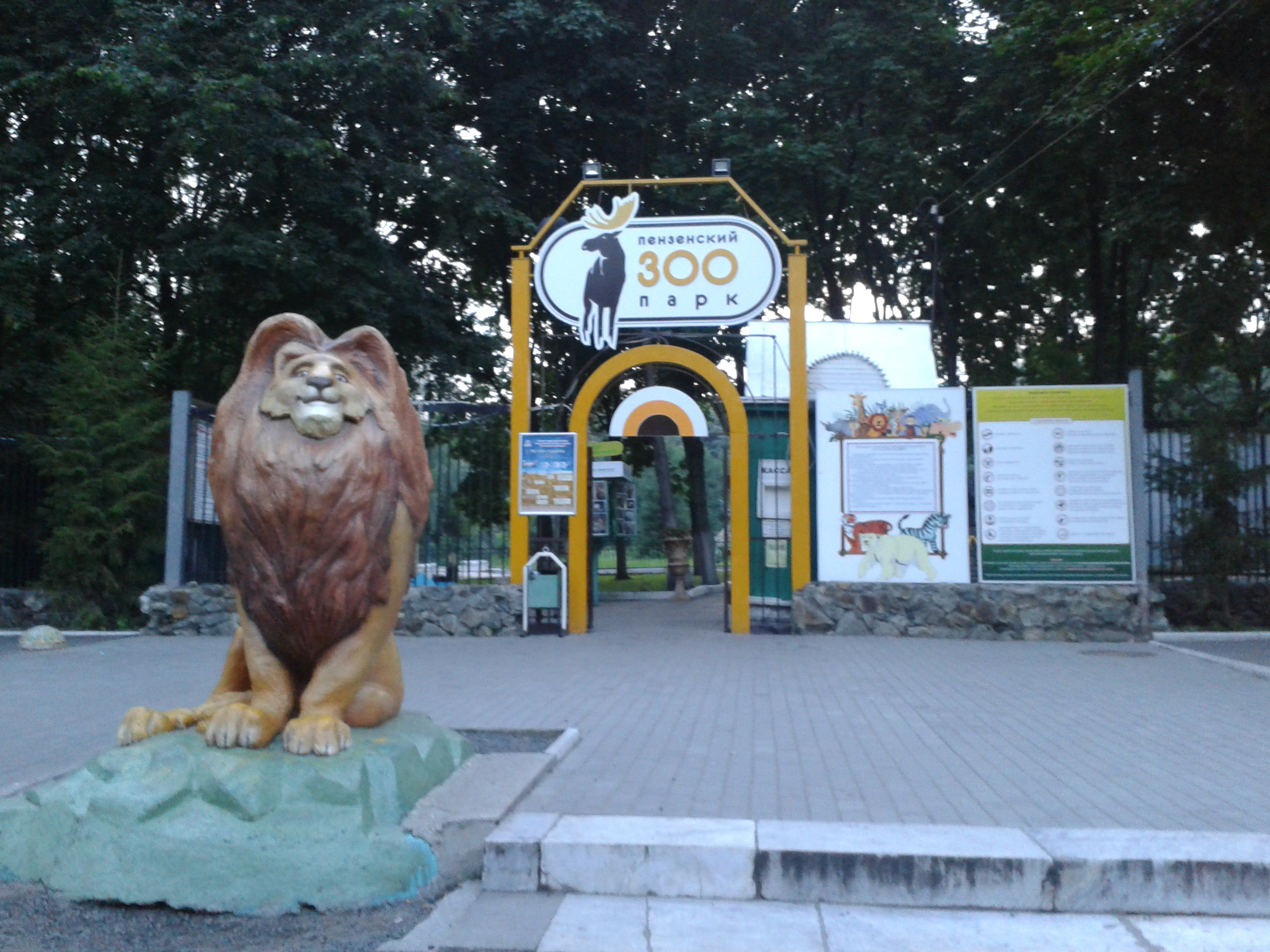
Центральный вход на улице Красной. Скульптура льва Симбы

Пензенский зоопарк организован в 1981 году на территории бывшего архиерейского сада, первые упоминания о котором относятся к 1848 году.
С 1981 до 2016 года символом Пензенского зоопарка являлся глухарь. Затем на этом почётном посту его сменил лось.
Зоопарк располагает девятью павильонами для копытных, тремя водоёмами, зданием для зимнего содержания теплолюбивых животных, попугайником и другими сооружениями.
Пензенский зоопарк является единственным, где имеется положительный опыт по выращиванию птенцов дрофы, одной из редчайших степных птиц, которая на воле почти полностью исчезла.
Приплод зверей и птиц продается в цирки или другие зоопарки страны, что позволяет Пензенскому зоопарку приобретать новые экземпляры для собственной коллекции. В Пензенском зоопарке родилось около 30 амурских тигрят.
Среди растений, произрастающих на территории зоопарка, представители редких, исчезающих, красивоцветущих, хозяйственно-полезных растений – голубые ели, сосны, лиственницы, каштаны, берёзы, липы, яблони, барбарис, калины, розы, лилии, можжевельники, спиреи и т. д., а также растения занесённый в Красную книгу Пензенской области. Возраст отдельных деревьев достигает 180—200 лет.
Директор зоопарка — Хассан Елена Валентиновна (до 02.11.2015), Воскресенский Андрей Александрович (с 04.02.2016).

### Известные питомцы
Перед центральным входом на территорию зоопарка установлена скульптура одного из его питомцев — льва Симбы, мощный рык которого «стал визитной карточкой зоопарка». Симба провёл в пензенском зоопарке почти всю свою жизнь. Девятимесячным «подростком» он прибыл из московского цирка и сразу же стал любимцем публики. Симба скончался в марте 2017 года на 20-м году жизни (в перерасчете на человеческий возраст ему было 93 года).